# Gouverneur colonial de la Côte-de-l'Or britannique
Le Gouverneur colonial de la Côte-de-l'Or britannique est le représentant de la couronne britannique dans la colonie de la Côte-de-l'Or, dans l'actuel Ghana.
Le poste a existé dès l'arrivée des Britanniques en 1621 jusqu'à l'indépendance du Ghana en 1957.

## Gouverneur de la Côte-de-l'Or (1621-1751)
| Gouverneur           | Début mandat | Fin mandat | Remarques |
| -------------------- | ------------ | ---------- | --------- |
| Sir William St. John | 1621         | 1623       |           |
| William Greenhill    | 1660         |            |           |
| Henry Nurse          | 1685         |            |           |
| John Bloome          | 1691         |            |           |
| Baggs                | 1697         | 1701       |           |
| Thomas Dalby         | 1701         | 1708       |           |
| ...                  | 1708         | 1751       |           |

## Gouverneur du Comité des Marchands de la Côte d'Or (1751-1822)
| Gouverneur       | Début mandat      | Fin mandat        | Remarques   |
| ---------------- | ----------------- | ----------------- | ----------- |
| Thomas Melvil    | 23 juin 1751      | 23 janvier 1756   |             |
| William Tymewell | 23 janvier 1756   | 17 février 1756   |             |
| Charles Bell     | 17 février 1756   | 15 octobre 1757   | 1re fois    |
| Nassau Senior    | 15 octobre 1757   | 10 mai 1761       | Intérimaire |
| Charles Bell     | 10 mai 1761       | 15 août 1763      | 2e fois     |
| William Mutter   | 15 août 1763      | 1er mars 1766     |             |
| John Hippersley  | 1er mars 1766     | 11 août 1766      |             |
| Gilbert Petrie   | 11 août 1766      | 21 avril 1769     |             |
| John Crossle     | 21 avril 1769     | 11 août 1770      |             |
| David Mill       | 11 août 1770      | 20 janvier 1777   |             |
| Richard Miles    | 20 janvier 1777   | 25 mars 1780      | 1re fois    |
| John Roberts     | 25 mars 1780      | 20 mai 1781       |             |
| John B. Weuves   | 20 mai 1781       | 29 avril 1782     | Intérimaire |
| Richard Miles    | 29 avril 1782     | 29 janvier 1784   | 2e fois     |
| James Morgue     | 29 janvier 1784   | 24 janvier 1787   |             |
| Thomas Price     | 24 janvier 1787   | 27 avril 1787     |             |
| Thomas Morris    | 27 avril 1787     | 20 juin 1789      |             |
| William Fielde   | 20 juin 1789      | 15 novembre 1791  |             |
| John Gordon      | 15 novembre 1791  | 31 mars 1792      | 1re fois    |
| Archibald Dalzel | 31 mars 1792      | 16 décembre 1798  | 1re fois    |
| Jacob Mould      | 16 décembre 1798  | 4 janvier 1799    | 1re fois    |
| John Gordon      | 4 janvier 1799    | 28 avril 1800     | 2e fois     |
| Archibald Dalzel | 28 avril 1800     | 30 septembre 1802 | 2e fois     |
| Jacob Mould      | 30 septembre 1802 | 8 février 1805    | 2e fois     |
| George Torrane   | 8 février 1805    | 4 décembre 1807   |             |
| Edward White     | 4 décembre 1807   | 21 avril 1816     |             |
| Joseph Dawson    | 21 avril 1816     | 19 janvier 1817   |             |
| John Hope Smith  | 19 janvier 1817   | 27 mars 1822      |             |

## Gouverneur de la Côte-de-l'Or (1822-1828)
| Gouverneur                       | Début mandat     | Fin mandat       | Remarques |
| -------------------------------- | ---------------- | ---------------- | --------- |
| Sir Charles MacCarthy            | 27 mars 1822     | 17 mai 1822      | 1re fois  |
| James Chisholm                   | 17 mai 1822      | Décembre 1822    | 1re fois  |
| Sir Charles MacCarthy            | Décembre 1822    | 21 janvier 1824  | 2e fois   |
| James Chisholm                   | 21 janvier 1824  | 17 octobre 1824  | 2e fois   |
| Edward Purdon                    | 17 octobre 1824  | 22 mars 1825     |           |
| Major-general Sir Charles Turner | 22 mars 1825     | 8 mars 1826      |           |
| Sir Neil Campbell                | 18 mai 1826      | 15 novembre 1826 |           |
| Major Henry John Ricketts        | 15 novembre 1826 | 11 octobre 1827  | 1re fois  |
| Hugh Lumley                      | 11 octobre 1827  | 10 mars 1828     |           |
| George Hingston                  | 10 mars 1828     | 5 juin 1828      |           |
| Major Henry John Ricketts        | 5 juin 1828      | 25 juin 1828     | 2e fois   |

## Gouverneur du Comité des Marchands de la Côte d'Or (1828-1843)
| Gouverneur     | Début mandat    | Fin mandat      | Remarques |
| -------------- | --------------- | --------------- | --------- |
| John Jackson   | 25 juin 1828    | 19 février 1830 |           |
| George Maclean | 19 février 1830 | 26 juin 1836    | 1re fois  |
| William Topp   | 26 juin 1836    | 15 août 1838    |           |
| George Maclean | 15 août 1838    | 1843            | 2e fois   |

## Gouverneur de la Côte-de-l'Or (1843-1957)
En 1843, le gouverneur de la Côte-de-l'Or fut nommé subordonné au gouverneur de la Sierra Leone jusqu'en 1850. Après la troisième guerre anglo-ashanti de 1873-1874, la Côte-de-l'Or a été formellement érigée en colonie de la Couronne.
| Gouverneur                         | Début mandat       | Fin mandat         | Remarques             |
| ---------------------------------- | ------------------ | ------------------ | --------------------- |
| Henry Worsley Hill                 | 1843               | 8 mars 1845        |                       |
| James Lelley                       | 8 mars 1845        | 15 avril 1846      |                       |
| William Winniett                   | 15 avril 1846      | 31 janvier 1849    | 1re fois              |
| James Coleman Fitzpatrick          | 31 janvier 1849    | 13 janvier 1850    |                       |
| William Winniett                   | 13 janvier 1850    | 4 décembre 1850    | 2e fois               |
| James Bannerman                    | 4 décembre 1850    | 14 octobre 1851    |                       |
| Stephen John Hill                  | 14 octobre 1851    | Décembre 1854      |                       |
| Henry Connor                       | Décembre 1854      | Mars 1857          | Intérimaire           |
| Sir Benjamin Chilley Campbell Pine | Mars 1857          | Avril 1858         |                       |
| Henry Bird                         | Avril 1858         | 20 avril 1860      | Intérimaire           |
| Edward B. Andrews                  | 20 avril 1860      | 14 avril 1862      |                       |
| William A. Ross                    | 14 avril 1862      | 20 septembre 1862  | Intérimaire           |
| Richard Pine                       | 20 septembre 1862  | 1865               |                       |
| Rokeby Jones                       | 1865               | 1865               | Intérimaire           |
| W. E. Mockler                      | 1865               | 1865               | Intérimaire           |
| Edward Conran                      | Avril 1865         | Février 1867       |                       |
| Herbert Taylor Ussher              | Février 1867       | Avril 1872         | 1re fois              |
| John Pope Hennessy                 | Avril 1872         | 1872               |                       |
| Charles Spencer Salmon             | 1872               | Septembre 1872     | Intérimaire           |
| Robert William Keate               | 7 mars 1873        | 17 mars 1873       |                       |
| Robert William Harley              | Septembre 1872     | 2 octobre 1873     |                       |
| Garnet Joseph Wolseley             | 2 octobre 1873     | 4 mars 1874        |                       |
| James Maxwell                      | 4 mars 1874        | 30 mars 1874       | Intérimaire           |
| Charles Lees                       | 30 mars 1874       | Juin 1874          | Intérimaire, 1re fois |
| George Cumine Strahan              | Juin 1874          | 7 avril 1876       |                       |
| Charles Lees                       | 7 avril 1876       | Décembre 1876      | Intérimaire, 2e fois  |
| Sanford Freeling                   | Décembre 1876      | 13 mai 1878        | Intérimaire           |
| Charles Lees                       | 13 mai 1878        | Juin 1879          | Intérimaire, 3e fois  |
| Herbert Taylor Ussher              | Juin 1879          | 1er décembre 1880  | 2e fois               |
| William Brandford Griffith         | 1er décembre 1880  | 4 mars 1881        | Intérimaire, 1re fois |
| Sir Samuel Rowe                    | 4 mars 1881        | 29 avril 1884      |                       |
| W. A. G. Young                     | 29 avril 1884      | 24 avril 1885      |                       |
| William Brandford Griffith         | 24 avril 1885      | 7 avril 1895       | 2e fois               |
| William Edward Maxwell             | 7 avril 1895       | 6 décembre 1897    |                       |
| Frederic Mitchell Hodgson          | 6 décembre 1897    | 29 août 1900       |                       |
| W. Low                             | 29 août 1900       | 17 décembre 1900   | Intérimaire           |
| Sir Matthew Nathan                 | 17 décembre 1900   | 9 février 1904     |                       |
| Herbert Bryan                      | 9 février 1904     | 3 mars 1904        | Intérimaire, 1re fois |
| John Pickersgill Rodger            | 3 mars 1904        | 1er septembre 1910 |                       |
| Herbert Bryan                      | 1er septembre 1910 | 20 novembre 1910   | Intérimaire, 2e fois  |
| James Jamieson Thorburn            | 21 novembre 1910   | 29 juin 1912       |                       |
| Herbert Bryan                      | 29 juin 1912       | 26 décembre 1912   | Intérimaire, 3e fois  |
| Sir Hugh Charles Clifford          | 26 décembre 1912   | 1er avril 1919     |                       |
| Alexander Ransford Slater          | 1er avril 1919     | 8 octobre 1919     | Intérimaire, 1re fois |
| Frederick Gordon Guggisberg        | 9 octobre 1919     | 24 avril 1927      |                       |
| Sir James Crawford Maxwell         | 24 avril 1927      | 5 juin 1927        | Intérimaire           |
| John Maxwell                       | 5 juin 1927        | Juillet 1927       | Intérimaire           |
| Sir Alexander Ransford Slater      | Juillet 1927       | 5 avril 1932       | 2e fois               |
| Geoffrey Northcote                 | 5 avril 1932       | 29 novembre 1932   | Intérimaire, 1re fois |
| Sir Shenton Thomas                 | 30 novembre 1932   | 13 mai 1934        |                       |
| Geoffrey Northcote                 | 13 mai 1934        | 23 octobre 1934    | Intérimaire, 2e fois  |
| Sir Arnold Weinholt Hodson         | 24 octobre 1934    | 24 octobre 1941    |                       |
| George Ernest London               | 24 octobre 1941    | 29 juin 1942       | Intérimaire           |
| Sir Alan Cuthbert Maxwell Burns    | 29 juin 1942       | 2 août 1947        |                       |
| Sir Gerald Hallen Creasy           | 12 janvier 1948    | 15 février 1949    |                       |
| Sir Robert Scott                   | 15 février 1949    | 28 mars 1949       | Intérimaire, 1re fois |
| Thorleif Rattray Orde Mangin       | 28 mars 1949       | 11 juin 1949       | Intérimaire           |
| Sir Robert Scott                   | 11 juin 1949       | 11 août 1949       | Intérimaire, 2e fois  |
| Sir Charles Noble Arden-Clarke     | 11 août 1949       | 6 mars 1957        |                       |

En 1957, la Côte-de-l'Or et le Togoland britannique obtiennent leur indépendance pour devenir le Ghana. Le vice-roi du nouveau pays était le gouverneur général du Ghana.
Il était le représentant de la reine du Ghana et agissait ainsi au nom de la reine alors que d'autres anciens gouverneurs étaient en place et exerçaient la juridiction qui leur était attribuée par les constitutions qu'ils ont établies pour la gouvernance de la colonie.